# Harpactea heliconia
Harpactea heliconia är en spindelart som beskrevs av Brignoli 1984. Harpactea heliconia ingår i släktet Harpactea och familjen ringögonspindlar.
Artens utbredningsområde är Grekland. Inga underarter finns listade i Catalogue of Life.